# NGC 1233
NGC 1233 est une galaxie spirale située dans la constellation de Persée. Elle a été découverte par l'astronome français Édouard Stephan en 1871. Cette galaxie a aussi été observée par l'astronome américain Lewis Swift le 21 octobre 1886 et elle a été ajoutée au  catalogue NGC sous la désignation NGC 1235.

## Caractéristiques
Sa vitesse par rapport au fond diffus cosmologique est de 4 218 ± 14 km/s, ce qui correspond à une distance de Hubble de 62,2 ± 4,4 Mpc (∼203 millions d'al).
À ce jour, trois mesures non basées sur le décalage vers le rouge (redshift) donnent une distance de 64,800 ± 1,136 Mpc (∼211 millions d'al), ce qui est à l'intérieur des valeurs de la distance de Hubble.
La classe de luminosité de NGC 1233 est II et elle présente une large raie HI.

## Supernova
La supernova SN 2009lj a été découverte dans NGC 1233 le 13 novembre 2009 par J. Choi, S. B. Cenko, W. Li, et A. V. Filippenko de l'université de Californie à Berkeley dans le cadre du programme LOSS (Lick Observatory Supernova Search) de l'observatoire Lick. Cette supernova était de type Ic.

## Groupe de NGC 1207
NGC 1233 fait partie d'un trio de galaxies, le groupe de NGC 1207. L'autre galaxie du  groupe est UGC 2604.